# 데사과데로강 (볼리비아/페루)

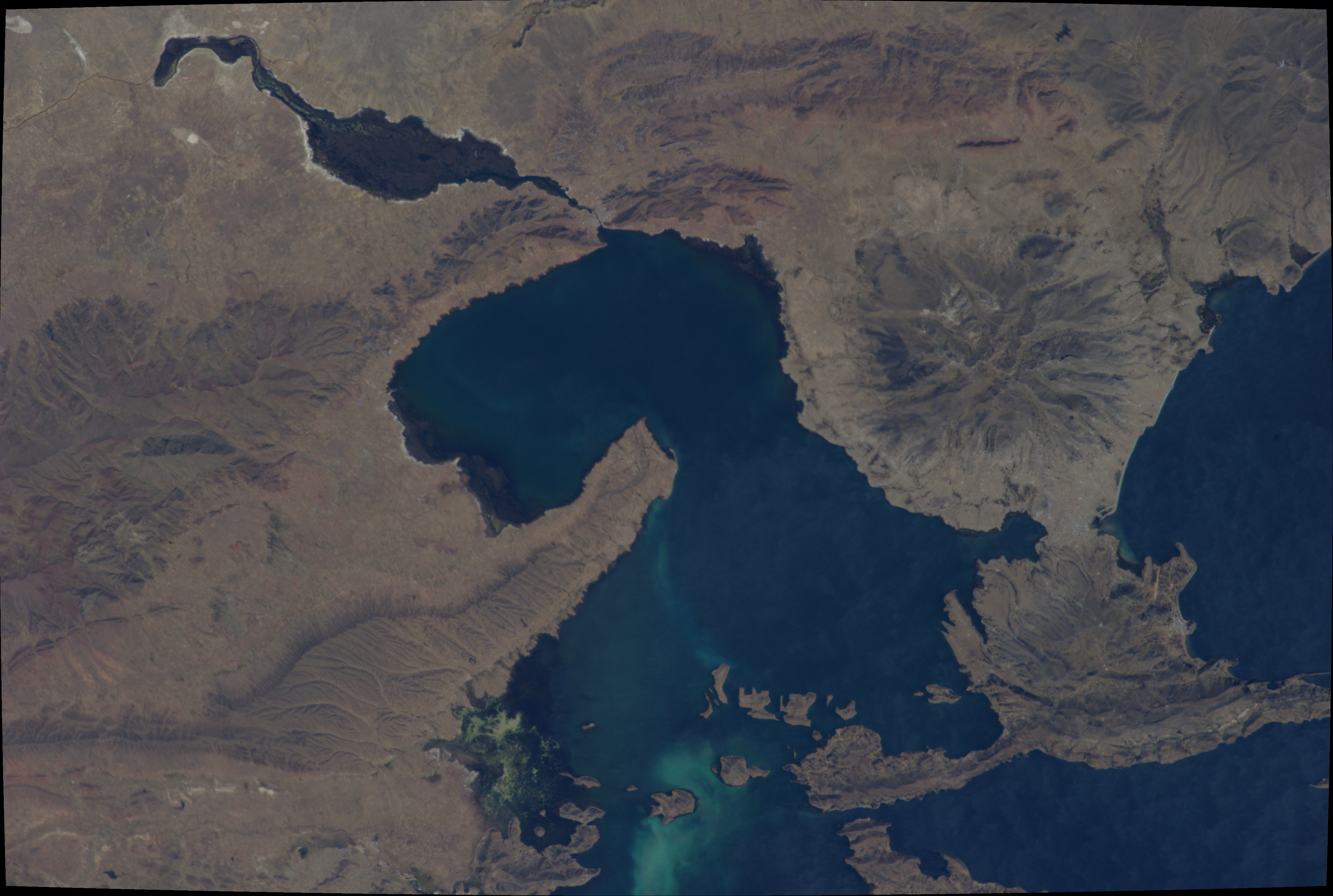
데사과데로강

데사과데로강(스페인어: Río Desaguadero)은 볼리비아와 페루를 흐르는 강이다. 이 강은 유역 남쪽에서 티티카카호를 배수하고 남쪽으로 흘러 호수의 약 5%를 우루우루호와 포오포호로 배수한다. 북쪽의 수원은 페루 국경과 매우 가깝다.
이곳은 소형 선박으로만 항해가 가능하며 우루무라투족과 같은 원주민 사회의 삶을 지탱해 준다.